# خواكيم غيافر
خواكيم غيافر (بالإنجليزية: Joachim Gotsche Giæver؛ بالنرويجية البوكمول: Joachim Gotsche Giæver) هو مهندس مدني ومهندس معماري نرويجي وأمريكي، ولد في 15 أغسطس 1856 في Lyngen Municipality ‏ في النرويج، وتوفي في 29 مايو 1925 في شيكاغو في الولايات المتحدة.